# المكسيكي (فلم)
المكسيكي (بالإنجليزية: The Mexican) هو فيلم جريمة وكوميديا أمريكي صادر عام 2001 من إخراج غور فيربينسكي وبطولة النجمين براد بيت وجوليا روبرتس يحكي قصة رجل يحاول أن يحاول نقل مسدس يسمى المكسيكي التي يعتقد أنها تحمل لعنة عبر الحدود الأمريكية المكسيكية في ظل ضغوط صديقته عليه للتخلي عن طرقه الجنائية,

## القصة
يتسبب جيري(براد بيت) في دخول رجل عصابات السجن، وعلى سبيل التعويض عن سنوات السجن، يقوم مساعد رجل العصابات المسجون بتكليف جيري بقضاء عدد من المهام الخاصة له.
يتضح لجيري أن مهمته الأخيرة التي سيكلف بها هي الحصول على مسدس عتيق الطراز يعرف باسم «المكسيكي» ونقله من المكسيك إلى الولايات المتحدة الأمريكية؛ إلا أن صعوبة المهمة تتصاعد بسبب الأزمات التي يتعرض لها جيري بسبب المسدس الذي يبدو وكأنه يحمل لعنة ما.
يخطف شخص صديقة جيري (جوليا روبرتس) اعتقادا منه أن المسدس في حوزتها، في الوقت الذي يسعى فيه رجل العصابات لأن يعود المسدس لحوزته حتى لو رفض جيري.

## روابط خارجية
- مقالات تستعمل روابط فنية بلا صلة مع ويكي بيانات